# Войскорово
Во́йскорово — посёлок в Тельмановском городском поселении Тосненского района Ленинградской области.

## История
До Великой Отечественной войны рядом, на левом берегу реки Ижоры, располагалась деревня Войскорово.
В 1980-х годах название Войскорово было присвоено новому посёлку, построенному на другом берегу реки Ижоры.
По данным 1990 года посёлок Войскорово входил в состав Тельмановского сельсовета.
В 1997 году в посёлке Войскорово Тельмановской волости проживали 2050 человек, в 2002 году — 1877 человек (русские — 94 %).
В 2007 году в посёлке Войскорово Тельмановского СП — 2084 человек.

## География
Посёлок расположен в северо-западной части района на автодороге 41К-884 (подъезд к пос. Войскорово).
Расстояние до административного центра поселения — 5,2 км.
Через посёлок протекает река Ижора.

## Демография
| 2007 | 2010  | 2017  |
| ---- | ----- | ----- |
| 2084 | ↘1774 | ↗1799 |

## Инфраструктура
Посёлок состоит из девяти пятиэтажных домов, школы и детского сада.

## Транспорт
| №   | Конечная остановка 1 | Конечная остановка 2                      | Примечания |
| --- | -------------------- | ----------------------------------------- | --- |
| 9   | Тосно, вокзал        | Войскорово                                | |
| 544 | Колпино, вокзал      | Войскорово                                | Маршрут работает с 1987 года; социальный автобусный маршрут города Санкт-Петербурга. Оплата наличными не принимается, возможна активация отложенного пополнения карты «Подорожник» |
| 681 | Войскорово           | Колпино, комбинат строительных материалов | |

С 1974 по 2004 год действовал маршрут № 451.
С 17 июня 2015 года по 2019 год в Войскорове проходило строительство скоростной автомобильной дороги М11 (Москва – Санкт-Петербург).

## Достопримечательности
- Археологический памятник — грунтовый могильник XII—XIII веков[17]
- Православная церковь Казанской иконы Божией Матери (2007)

## Улицы
Заречная, Луговая, Полевая.